# Dordone
Il torrente Dordone è un corso d'acqua della zona collinare dell'appennino parmense affluente del fiume Taro.

## Corso del torrente
Il Dordone nasce alla quota di circa 350 m s.l.m. presso il colle Memio, ai piedi di Poggio Bianco, a Visiano, piccola frazione di Medesano. Poco a valle delle sorgenti riceve il contributo di alcuni affluenti:  il rio Vettori da destra e dopo alcune centinaia di metri il rio delle Bansole sempre a destra e il rio della Valle a sinistra. Dopo quest'ultima confluenza il Dordone bagna la località di Roccalanzona, passata la quale, scorrendo sempre in direzione est in una valle dove il coltivo è predominante, riceve il rio Rudello in sinistra e infine il suo maggior affluente il rio del Fabbro all'altezza di Sant'Andrea Bagni, infine, dopo essersi lasciato sulla sinistra l'abitato di Felegara, termina la sua corsa in Taro.

## Regime idrologico
Il Dordone ha il regime idrologico tipico dei torrenti appenninici con magre pronunciate in estate e piene autunnali. Il bacino idrografico si estende per 18 km2 mentre la portata media alla foce è di 0.2m3/s. Il torrente è soggetto a piene improvvise e rovinose che in passato hanno causato non pochi danni all'abitato di Felegara, si ricordano le esondazione del 1880, 1888 e 1902 che portarono ad una prima arginatura del torrente a valle di Sant'Andrea. In tempi più recenti si è deviato il tratto terminale del torrente, che in precedenza passava per l'abitato di Felegara, all'esterno dell'abitato stesso.